# Haplophyllum laristanicum
Haplophyllum laristanicum är en vinruteväxtart som beskrevs av C. C. Townsend. Haplophyllum laristanicum ingår i släktet Haplophyllum och familjen vinruteväxter. Inga underarter finns listade i Catalogue of Life.